# The Buttes
The Buttes is een plaats (census-designated place) in de Amerikaanse staat Wyoming, en valt bestuurlijk gezien onder Albany County.

## Demografie
Bij de volkstelling in 2000 werd het aantal inwoners vastgesteld op 31.

## Geografie
Volgens het United States Census Bureau beslaat de plaats een oppervlakte van 10,3 km², waarvan 10,2 km² land en 0,1 km² water.

## Plaatsen in de nabije omgeving
De onderstaande figuur toont nabijgelegen plaatsen in een straal van 52 km rond The Buttes.